# V (réseau de télévision)
Pour les articles homonymes, voir V.
V était un réseau de télévision canadien privé en langue française. Le réseau, disponible sur les ondes hertziennes, a des stations détenues et exploitées ainsi que des affiliés à travers la province de Québec et aussi à travers quelques régions frontalières dans les provinces de l'Ontario et du Nouveau-Brunswick. Il peut également être reçu dans d'autres régions du Canada par le satellite, le câble et la télévision IP.
Le réseau a été lancé le 7 septembre 1986 sous le nom de Télévision Quatre-Saisons, plus tard sous l'acronyme TQS, et a été connu sous ce nom jusqu'à son acquisition par Remstar, qui l'a rebaptisé « V » le 31 août 2009.
Bell Média annonce le 24 juillet 2019 une entente avec Groupe V Média dans le but d'acquérir le réseau et ses cinq stations. Un changement de nom est prévu pour l'automne 2020. Le 31 août 2020, V est renommé Noovo.

## Histoire

### TQS
Télévision Quatre-Saisons a été lancée le 7 septembre 1986 en tant que station sœur francophone de CFCF-TV et deuxième réseau privé francophone au Québec. Lorsque CFCF Inc. a vendu ses parts en 1997, le réseau TQS est devenu la propriété du Consortium Quebecor, qui a dû le vendre à Cogeco et Bell Globemedia en 2001. En décembre 2007, avec des pertes annuelles de 18 M$ (250 M$ entre 1986 et 2007), TQS a été mise sous la protection de la loi sur les créanciers. En mars 2008, le syndic de faillite a annoncé que Remstar a été désigné comme nouveau propriétaire du réseau.

### V
Après avoir éliminé la salle des nouvelles et de nombreuses émissions, TQS a été relancée le 31 août 2009 sous le nom de V. Remstar, ce groupe détenu par les frères Rémillard, espèrent se démarquer avec V en visant davantage les 18 à 49 ans et abaisser sa moyenne d'âge de cinq ans. L'annonce du nouveau nom s'est effectuée lors d'un 5 à 7 tenu au Centre des sciences de Montréal, le 19 août 2009. Les semaines précédentes, la direction de la chaîne avait donné comme simples indices deux mots-clés : « divertissement » et « plaisir coupable », ce qu'elle disait vouloir offrir à ses téléspectateurs avec son renouveau.

### Groupe V Média
Groupe V Média, une entreprise québécoise qui œuvre dans le domaine du divertissement et de la diffusion de contenus, est le plus grand diffuseur indépendant au Canada. Groupe V Média est propriétaire du réseau de télévision généraliste V, des chaînes spécialisées MusiquePlus et MAX, de la plateforme de contenu et vidéo sur demande Noovo.ca, de la boutique en ligne BoutiqueNoovo.ca ainsi que du site d’information sportive 25Stanley. Ses stratégies novatrices de diffusion de contenu aux thématiques fortes, rassembleuses et accrocheuses permettent à ses propriétés de rejoindre un vaste auditoire sur une multitude de plateformes, en tout temps, s’adaptant aux nouvelles réalités des consommateurs et des entreprises.

### Intégration dans Bell Média (depuis 2020)
Le CRTC autorise le rachat de V par Bell Média sous conditions en avril 2020. De façon exceptionnelle, le Conseil publie les motifs de sa décision un mois plus tard. Il reconnaît que l'acquéreur (Bell Media) aura besoin de plusieurs années pour redresser la situation financière de la chaîne, dont les revenus ont plongé de 41 % depuis 2016 :

« Étant donné la situation économique actuelle qui nous touche tous, il est difficile de faire des prévisions précises pour le moment, mais nous nous concentrons sur l'atteinte de la rentabilité dans un horizon de cinq ans »

— Caroline Audet, porte-parole de Bell
La transaction est conclue le 15 mai 2020 lorsque la chaîne V et le portail noovo.ca sont officiellement intégrés dans la division Bell Média.

### Identité visuelle (logotype)

Logo 2009-2010
Logo 2010-2012
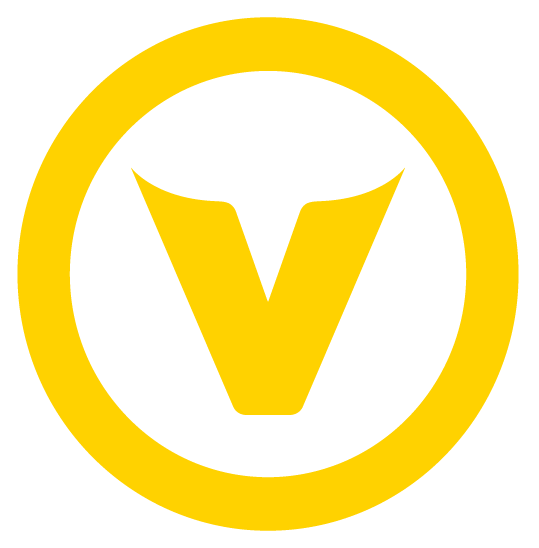
Logo 2012-2018
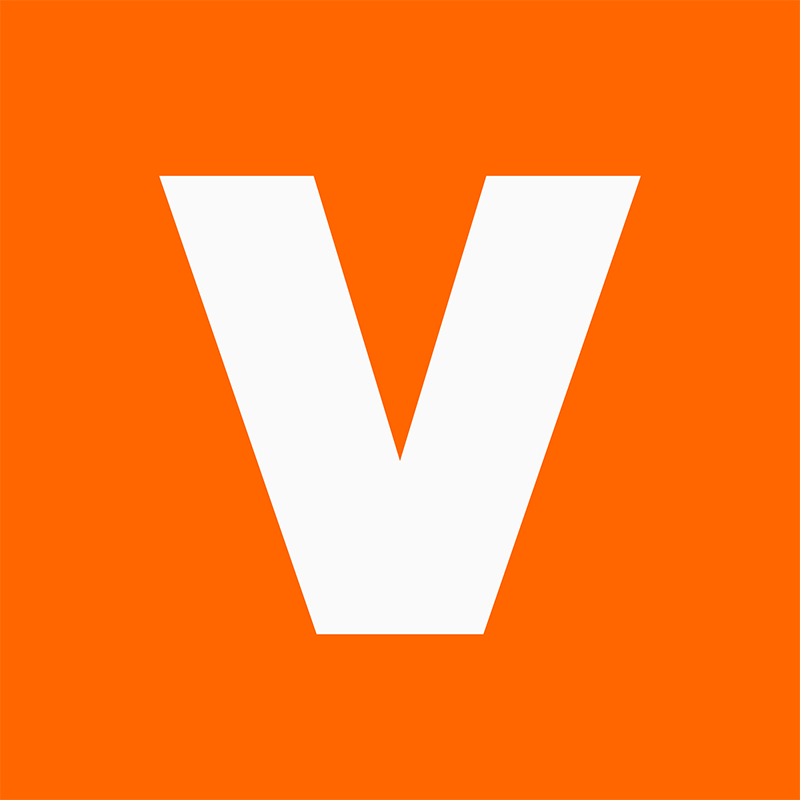
Logo 2018-2020

### Slogans
- « Laissez-vous divertir » (de septembre 2009 à septembre 2010)
- « Le divertissement à la puissance V » (De septembre 2010 à septembre 2011)
- « Le plaisir de divertir » (De septembre 2011 à septembre 2013)
- « Tellement V »
- « Ça change de la télé » (depuis l'hiver 2017)

## Stations

### Propriétés
- Montréal - CFJP
- Québec - CFAP
- Saguenay - CFRS
- Sherbrooke - CFKS
- Trois-Rivières - CFKM

### Affiliés
- Gatineau / Ottawa - CFGS (opéré par RNC Media)
- Rimouski - CJPC (réémetteur de CFTF)
- Rivière-du-Loup - CFTF (opéré par Télé Inter-Rives)
- Val-d'Or / Rouyn-Noranda - CFVS (opéré par RNC Media)

## Émissions et animateurs

### Têtes d'affiche (2019-2020)
- Julie Snyder
- Phil Roy
- Marie-Ève Janvier
- Marie-Soleil Dion
- Jonathan Roberge
- André Ducharme
- Jay Du Temple
- Patrick Groulx
- Dominic Paquet
- Julie Asselin

### Programmation (2019-2020)
Émissions matinales
- Moment V

#### Talk-Shows
- La semaine des 4 Julie

Émissions de variété
- Phil s'invite

Émissions de décoration
- Tout s'embellit avec Julie

Émissions humoristiques
- Mets-y le paquet
- L'Open mic de...

#### Émissions culinaires
- Un souper presque parfait

#### Émissions de séduction
- L'Amour est dans le pré (adaptation québécoise)
- À table avec mon ex (adaptation québécoise)
- Occupation double

#### Émissions de compétition
- Maître du chantier

#### Émissions scientifiques
- Ne jamais faire à la maison

#### Séries documentaires
- Huissiers
- Ambulances animales

#### Émissions d'information ou d'affaires publiques
- NVL

#### Émissions automobiles
- RPM
- RPM +

#### Séries télévisées américaines actuelles
- Les Jeux fous d'Ellen (Ellen's Game of Games) (2018-)
- SEAL Team : cœur et courage (2018-)
- Tous contre le crime (Wisdom of the Crowd) (2018-)
- Chicago Police (2015-)
- NCIS : Los Angeles (2015-)
- Les Simpson (1991-)
- Le Dernier Navire (The Last Ship)
- Whiskey Cavalier
- Les jeux des Titans (The Titan Games) (2019-)

### Têtes d'affiche (2018-2019)
- Stéphane Rousseau
- Jay Du Temple
- André Ducharme
- Jean-François Breau
- Isabelle Racicot
- Étienne Boulay
- Émily Bégin
- Marie-Ève Janvier
- Marie-Soleil Dion
- Jonathan Roberge
- Dominic Paquet
- Serge Beauchemin
- Kim Rusk
- Phil Roy
- Patrick Groulx

### Programmation (2018-2019)

#### Émissions matinales
- Moment V

#### Jeux quiz
- La Guerre des clans

#### Talk-Shows
- Le Show de Rousseau (2018)
- OD+ en direct

Émissions de variété
- Phil s'invite

#### Émissions culinaires
- Un souper presque parfait
- Je suis chef

#### Émissions de séduction
- L'Amour est dans le pré (adaptation québécoise)
- Occupation double

#### Émissions de compétition
- Bootcamp: le parcours extrême
- Maître du chantier

#### Émissions d'affaires
- Moment décisif

#### Émissions scientifiques
- Ne jamais faire à la maison

#### Séries documentaires
- Vendeurs de rêve
- Huissiers
- Ambulances animales

#### Émissions d'information ou d'affaires publiques
- NVL
- L'Arbitre

#### Émissions automobiles
- RPM
- RPM +

#### Séries télévisées américaines actuelles
- Les Jeux fous d'Ellen (Ellen's Game of Games) (2018-)
- SEAL Team : cœur et courage (2018-)
- The Amazing Race : défis autour du monde (2018-)
- Tous contre le crime (Wisdom of the Crowd) (2018-)
- Chicago Police (2015-)
- NCIS : Los Angeles (2010-)
- Les Simpson (2009-)
- Scorpion (2015-)
- CSI: Miami
- CSI: Cyber
- Le Dernier Navire (The Last Ship)

#### Web-séries
- Le Killing

### Émissions et séries du passé et rediffusions

#### Émissions originales
- 11 Règles (Webtélé) (Québec)
- Le 1730
- 450, chemin du Golf
- Adréaline V (Webtélé) (Québec)
- Allume-moi
- Apollo dans l'frigo
- L'Attaque à 5 (2009-2010)
- Aubaines & ci
- Au-delà du clip
- Atomes crochus
- Bienvenue aux dames (Québec)
- Big Brother (Québec)
- Bob Gratton : ma vie, my life
- Boutique MC Gilles (Québec)
- Brassard en direct d'aujourd'hui
- Ça décolle
- Call-TV (Québec)
- La Cantine (Québec)
- Coup de foudre
- Ces gars-là (2014–2016)
- C'est Extra !
- Clic matin
- Contrat d'gars (Webtélé) (Québec)
- Culture V (Webtélé) (Québec)
- Devine combien je gagne (Québec)
- Distraction
- District V
- Dubois en réalité (Québec)
- Dumont (Québec)
- Duo (Québec)
- L'échelle du talent (Québec)
- Énergie à tout prix
- Espace découvertes
- Et que ça saute
- Et si ?
- L'extra (Québec)
- Face à face (Québec)
- Face à face: Le débat (Québec)
- Famille 2.0 (Québec)
- Faune urbaine (Webtélé) (Québec)
- Focus tendances (Webtélé) (Québec)
- La Franchise (Québec)
- Génération Inc.
- Glam (Webtélé) (Québec)
- Le grand saut
- Herby VIP
- Histoires de camionneurs (Québec)
- HP (Québec)
- Ici comme ailleurs
- Le Journal techno
- La Maison de Jacques Villeneuve
- Lac-Mégantic.tv
- MCBG
- Le Mur (Québec)
- Nos Canadiens
- On tue la une!
- Opération Séduction
- Par-dessus le marché
- Permis de chanter
- Planète V (Webtélé) (Québec)
- Price Is Right: À vous de jouer (Québec)
- Les prix Juneau
- Prozac : La maladie du bonheur (Québec)
- Puissance 3
- Recettes en ligne.ca
- Recherché(e)
- Remise à neuf (Québec)
- Rock'n'bull (Webtélé) (Québec)
- Roxy (Québec)
- Le Show du matin (2009-2011)
- Smile TV
- Soirée de clowns (Québec)
- Taxi Payant
- Tic tac show
- Les Touristes
- Trouve-moi ça!
- Trucs & cie
- Tu m'aimes, tu mens!
- Un gars le soir
- Une vie de vrai gars (Webtélé) (Québec)
- V Express (Québec)
- Veux-tu m'épouser? (Québec)
- Vie urbaine (Webtélé) (Québec)
- Vins pour tous
- Wipeout (Québec)

#### Émissions étrangères
- 30 Rock (États-Unis)
- Les anges millionaires
- L'amour est aveugle
- Atlantis (2015–2006)
- La Bible (2015)
- CSI : New York (2009-2014)
- Dirty Sexy Money (États-Unis)
- Entourage (États-Unis)
- Éternel (Forever) (2015–2016)
- Everest : Au-delà du rêve
- Flashmob : Dites-le en grand
- Friday Night Lights
- Fringe (2009–2013)
- Futurama (États-Unis)
- Glee (saison 1 seulement) (États-Unis)
- Lie to Me : crimes et mensonges (États-Unis)
- Lipstick Jungle : Les Reines de Manhattan (États-Unis)
- Place Melrose (États-Unis)
- Le Mentaliste (2009–2015)
- Merlin (2009–2014) (Royaume-Uni)
- Mon oncle Charlie (États-Unis)
- Nashville (2014–2015, puis à MusiquePlus)
- Pan Am (2012) (États-Unis)
- Poker After Dark (États-Unis)
- Poker Show (États-Unis)
- Pratique Privée (2009, S1 et S2) (États-Unis)
- Révolution (2013-2015)
- South Park (États-Unis)
- Terminator : Les Chroniques de Sarah Connor (États-Unis)
- Une femme exemplaire (The Good Wife) (2010 à 2013, puis Séries+)
- Top Gear (Royaume-Uni)
- Touche pas à mon fils
- True Blood (après Super Écran)
- V : Les visiteurs (États-Unis)
- Vérité-choc (États-Unis)
- Wipeout (États-Unis)